# Est-ce que les bots de pizza rêvent de guitare électrique ?
Est-ce que les bots de pizza rêvent de guitare électrique ? (Do Pizza Bots Dream of Electric Guitars) est un épisode de la série télévisée d'animation Les Simpson. Il s'agit du quinzième épisode de la trente-deuxième saison et du 699e de la série.

## Synopsis
Lors d'une sortie dans une pizzeria, Homer se remémore son adolescence durant laquelle il travaillait dans cette dernière en compagnie d'animatroniques. Rêvant alors de créer un groupe de musique avec eux, son rêve est brisé par une descente policière saisissant les robots. Pour soigner son chagrin, sa famille va tenter de retrouver les animatroniques, mais le réalisateur J. J. Abrams va s'en emparer pour réaliser un film. Pendant qu'Homer va tenter d'annuler ce film, Marge va essayer de trouver un moyen de faire oublier à Homer ce rêve d'adolescence brisé...

## Réception
Lors de sa première diffusion, l'épisode a attiré 1,43 million de téléspectateurs.